# Stromy na návsi ve Vesci
Na návsi ve vesnici Vesec u Sobotky roste celkem 18 památných stromů – 10× lípa malolistá (Tilia cordata), 3× lípa velkolistá (Tilia platyphylla), 1× jerlín japonský (Sophora japonica), 1× jírovec maďal (Aesculus hippocastanum) a 2× topol bílý (Populus alba).
Památné stromy byly vyhlášeny rozhodnutím SCHKO Český ráj č. 846 z 13. listopadu 1993. Ošetřeny v roce 1993 a 2000.
- Stáří: lípa srdčitá 70–110 let, lípa velkolistá 60–100 let, topol bílý 30 let, jírovec maďal 100 let, jerlín japonský 70 let
- Obvod: lípa srdčitá 1,7–3,3 m, lípa velkolistá 1,8–2,8 m, topol bílý 1,7–2,5 m, jírovec maďal 2,85 m, jerlín japonský 2,6 m
- Výška: lípa srdčitá 17–20 m, lípa velkolistá 14–17 m, topol bílý 13–15 m, jírovec maďal 17 m, jerlín japonský 15 m
- Ev. č. ústř. seznamu OP 604026